# Sông Shyok
Sông Shyok (tiếng Urdu: دریائے شیوک, dịch theo đúng câu chữ là Dòng sông chết trong tiếng địa phương của Yarkandi) là tên của một dòng sông chảy qua phía bắc của vùng Ladakh của Ấn Độ và huyện Ghangche của Gilgit-Baltistan ở Pakistan. Dòng sông này dài 550 km (340 dặm).
Sông Shyok là một nhánh của sông Indus tức là bắt nguồn từ sông băng Rimo. Nó mở rộng ra từ vị trí mà nó hợp dòng chảy với sông Nubra. Dòng chảy của nó thì khá là bất thường, tại vị trí bắt nguồn từ sông băng Rimo, chảy về phía đông nam và đi vào dãy núi Pangong hoặc là chảy theo hướng tây nam rồi quay về lại để nó song song với đường đi trước. Sông Shyok chảy trong một thung lũng rộng lớn rồi bất thình lình rẽ vào một hẻm núi hẹp sau khi đi qua làng Chalunka. Sau đó, nó tiếp tục băng qua làng Turtuk và Tyakshi rồi đi vào Pakistan. Tại Keris, nó hợp dòng chảy với sông Indus ở phía đông của thị trấn Skardu.
Một con sông khác tên là Nubra, tuy bắt nguồn từ một con sông băng khác tên là Siachen nhưng nó cũng hoạt động tương tự như con sông này. Bên cạnh đó, bên dưới đáy sông Indus và sông Shyok có những lớp trầm tích của Kỷ Đệ Tứ. Những lớp trầm tích này được xem là sẽ giúp ích rất nhiều cho việc nghiên cứu của các nhà địa chất học.

## Thung lũng Shyok
Thung lũng Shyok là một thung lũng mà con sông này đi qua ở khu vực Ladakh. Thung lũng này thì gần sát với thung lũng Nubra. Lối vào của cả hai thung lũng trên là đèo Khardung La. Ngọn đèo này thuộc dãy núi Ladakh, nằm ở phía bắc của thành phố Leh.

## Hình ảnh

Lưu vực sông Shyok
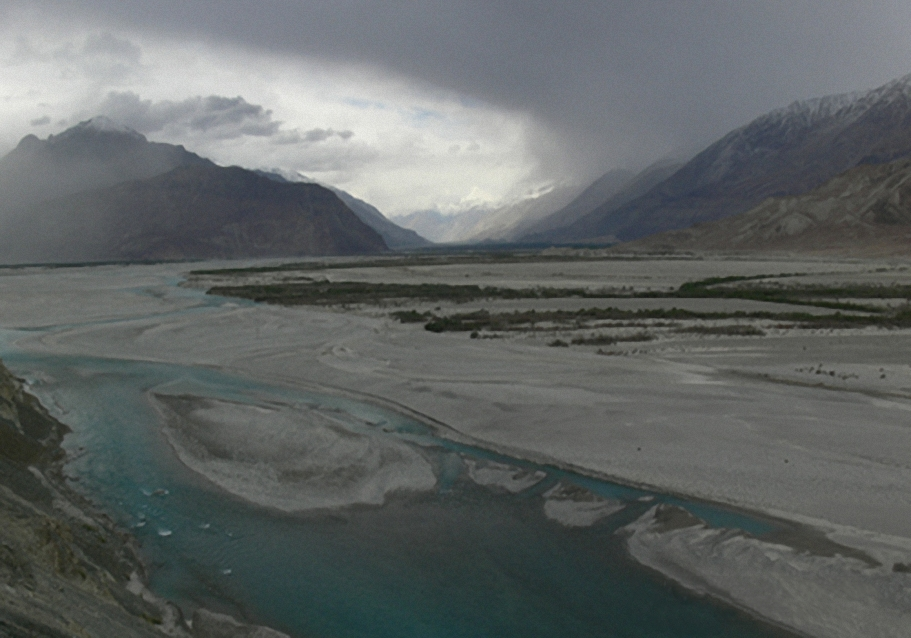
Thung lũng và sông Shyok
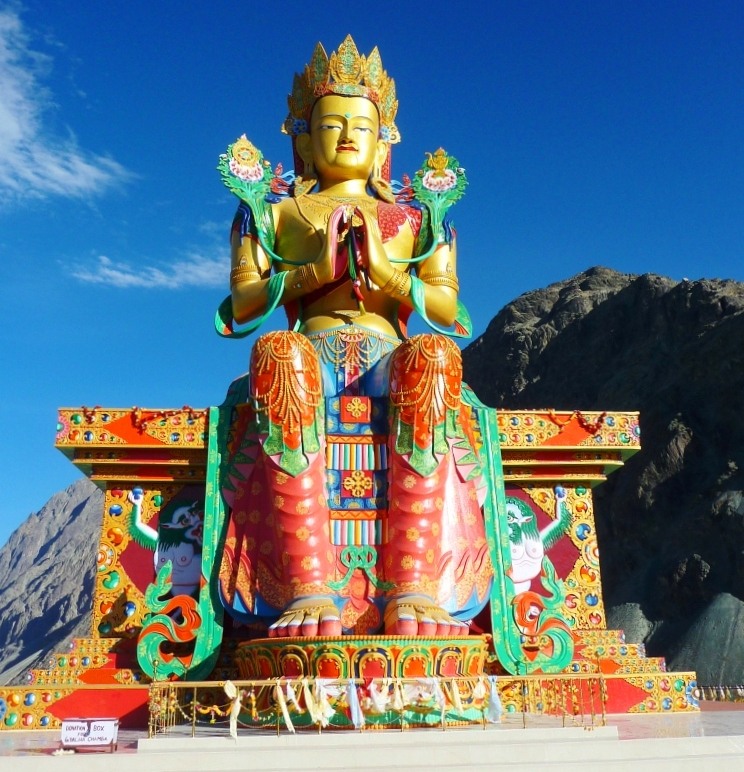
Tượng phật Di lặc nhìn xuống phía sông Shyok, quay mặt về phía Pakistan.]]
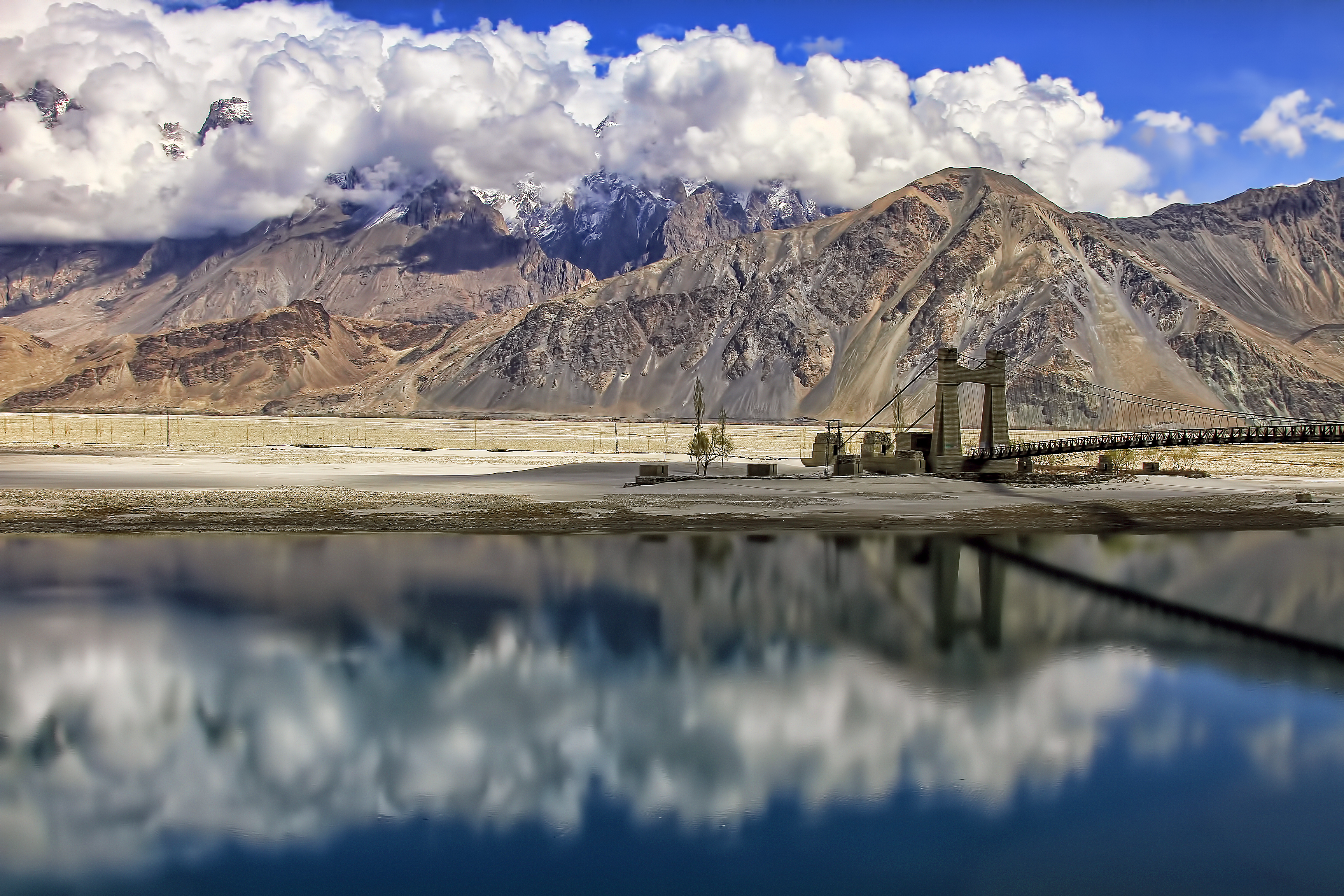
Sông Shyok ở trong Thung lũng Khaplu
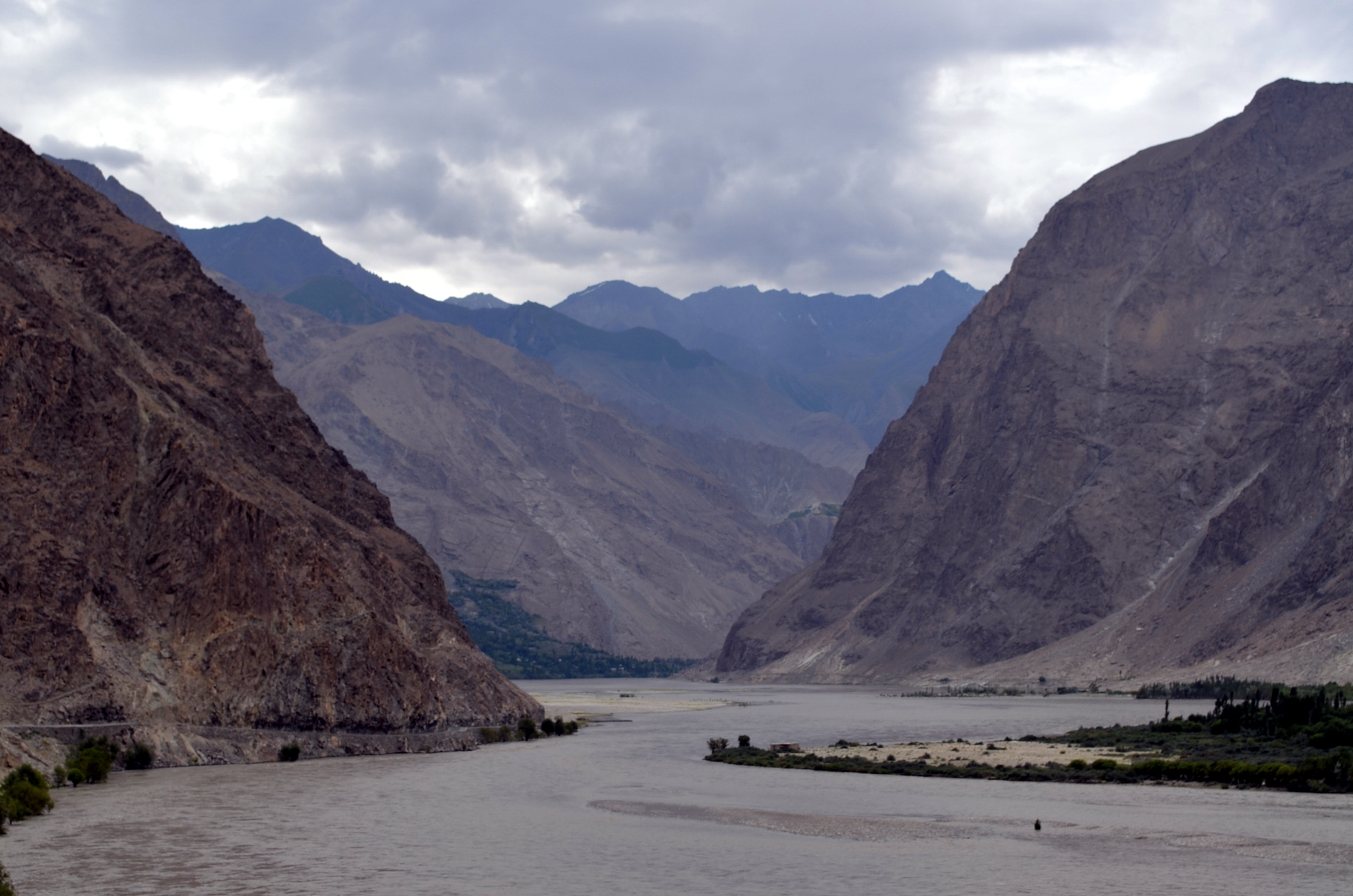
Kharfaq và Yugu
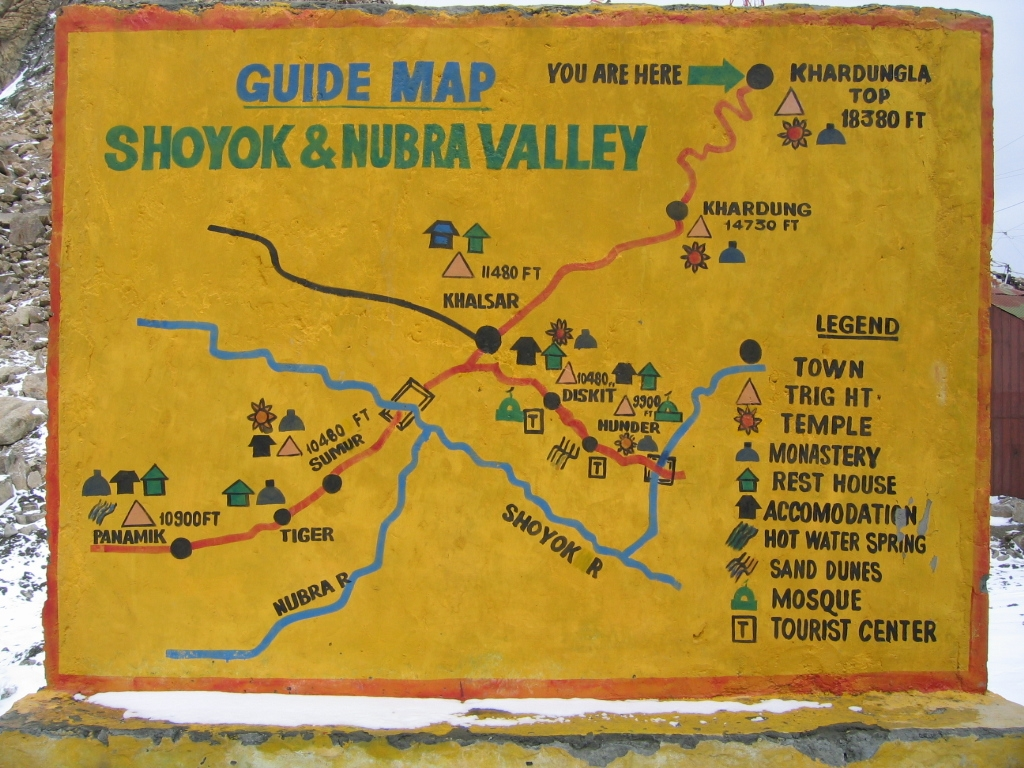
Bản đồ thung lũng Shyok và Nubra